# Honda Power & Catalizing System 3
HPCS 3 is een samengesteld systeem op de Honda GL 1800 GoldWing motorfiets, ingebruik sinds 2000, dat voornamelijk tot doel heeft te voldoen aan de emissie-eisen. Het systeem bestaat uit het PGM-FI-injectiesysteem, een grote airbox, een processor en een katalysator.
Het systeem werkt samen met RACV. Dat staat voor: Rotary Air Control Valve. RACV zorgt voor een constant stationair toerental, ongeacht de temperatuur en belasting. 